# Anton Albrecht von Imhoff
Anton Albrecht von Imhoff, ab 1697 Freiherr von Imhoff (* 17. Dezember 1653 in Wolfenbüttel; † 11. Dezember 1715 in Dresden, beigesetzt in Hohenprießnitz) war ein deutscher Staatsmann in herzoglich-braunschweig-wolfenbüttelschen und danach königlich-polnischen und kurfürstlich-sächsischen Diensten.

## Leben

### In Wolfenbüttel
Seine Eltern waren der in verschiedenen Missionen tätig gewesene Wirkliche Hofrat Hieronymus (II.) von Imhoff (1606–1668) und Margaretha, geborene von Levetzow. Sie hatten noch zwei weitere Söhne: Rudolf Christian (1660–1717) sowie Wilhelm Heinrich (1663–1725). Nach der Ausbildung im eigenen Elternhaus diente Anton Albrecht von Imhoff in der Folge eine Zeit als Page am Hof in Wolfenbüttel und studierte anschließend an verschiedenen Universitäten. Zum Abschluss unternahm er eine ausgedehnte Kavaliers- und Bildungsreise in die Niederlande, nach Frankreich und Italien. Zurück in Wolfenbüttel nahm Herzog Anton Ulrich Imhoff als Kavalier in seine Dienste. 1691 stieg er zum Oberschenk, in der Folge zum Kammerrat, 1694 Geheimen Kammerrat und 1697 Kammerpräsidenten auf.
Am 27. Oktober 1697 wurden er und seine Brüder Rudolph Christian von Imhoff und Wilhelm Heinrich von Imhoff vom Kaiser zum Reichsfreiherrn sowie Pannerherrn mit der Titulierung „Wohlgeboren“ und das bisherige Wappen bestätigt und verbessert.
Wenngleich sehr gebildet und feingeistig veranlagt, führte der Wolfenbütteler Herzog Anton Ulrich eine äußerst verschwenderische Hofhaltung. Das Geld dafür musste ihm Imhoff von Frankreich beschaffen, für welches man Truppen anwarb. Diesem, für das Land und dem Reich sehr nachteiligen Treiben setzte Kurfürst Georg Ludwig von Braunschweig 1702 ein Ende, indem er das Herzogtum besetzte; Anton Ulrich (wenn auch nur kurzfristig) und Imhoff zogen es vor rechtzeitig zu flüchten.

### In Kursachsen
Wohl in weiser Vorsicht hatte sich Anton Albrecht Freiherr von Imhoff schon zuvor, spätestens 1699, in Sachsen zur ökonomischen Absicherung die Rittergüter Hohenprießnitz und Oberglaucha erworben. Da Imhoff offensichtlich in ersterem Besitz das dortige Gutshaus nicht gefiel, ließ er wohl 1702/04 in neuartiger Art, abseits des Wirtschaftshofes, eine separate Welt des Schönen, in Form eines Schlösschens (den Kernbau des heutigen existierenden Schlosses!) mit einem umgebenden Barockgarten errichten. Als Baumeister kam wohl sein Landsmann Hermann Korb zum Einsatz. Durch diese Standortwahl wurde Hohenprießnitz zum Vorbild für weitere Gutshausbauten Mitteldeutschlands.
Ihren Hauptwohnsitz nahm die Familie allerdings in der sächsischen Residenzstadt Dresden.
Bald vom polnische König und sächsische Kurfürsten August II., genannt der Starke, in Dienst genommen, wurde Imhoff im Bergamt tätig, stieg zum Wirklichen Geheimen Rat und schon 1703 zum Präsidenten des „Cammer-Collegio“ auf, was unter dem altansässigen Adel sicher Neid hervorrief.
Im Rahmen des seit 1700 herrschenden Nordischen Krieges besetzten die Schweden unter König Karl XII. ab September 1706 ganz Sachsen und plünderten dieses ökonomisch und durch Rekrutierungen aus. König und Kurfürst August blieb keine anderen Möglichkeiten, als einen Frieden, unter welchen Bedingungen auch immer, abzuschließen; dafür erteilte er eine umfassende Vollmacht. Als Verhandlungsführer wurde Imhoff auserkoren, dem zur Unterstützung der Geheim-Referendar G. E. Pfingsten und Geheimrat J. F. von Eckhardt beigegeben wurden. Ihnen diktierten die Schweden in Altranstädt einen sehr harten Frieden, den sie auf Grund der katastrophalen Umstände annehmen mussten. Sicher hoffte Imhoff, dass dieser nicht lange Bestand haben würde, was sodann auch der Fall sein sollte.
August II., der durch den Friedensvertrag die polnische Krone einbüßte, wurde durch alle Umstände zunehmend frustrierter. Das war nicht nur, da ihn sein Cousin, Karl XII. von Schweden, mehrmals persönlich demütigte, sondern auch sein Verbündeter, der russische Zar Peter I., kein Verständnis für seine schwierige Lage zeigte und ihn gegenüber andere Herrscher verächtlich machte. Wenig Charakterstark aufweisend, stellte August der Starke bald das Vertragsergebnis als Eigenmächtigkeit von Imhoff und den beiden Herren dar.
Im Mai 1707 ließ August seine drei Unterhändler wegen „Verbrechen gegen Fürstenhaus und Staat“ sowie des „Hochverrates“ verhaften, auf der Festung Sonnenstein, Pirna, festsetzen und gegen sie Untersuchungen einleiten. Schon nach Beginn des Prozesses kam der adelige Eckhardt 1709 frei. Gegen die beiden anderen wurden trotz erbrachter, gegenteiliger Entlastungsbeweise harte Urteile ausgesprochen. Den bürgerlichen Pfingsten verurteilte man zum Tod, begnadigte ihn sodann aber zu lebenslanger Festungshaft; er verstarb 1735 auf dem Königstein. Imhoff, der ebenfalls unter dem sächsischen Adel keine Unterstützer, sondern nur Neider besaß, wurde zu lebenslanger Haft auf dem Königstein verurteilt und zur Einziehung seiner Lehengüter, was jedoch unterblieb. Die Strafe minderte man allerdings bald auf 10 Jahre. Entsprechend einem Dekret von 1713 wurde die verbleibende Strafzeit in ein Bußgeld von 40 000 Talern verwandelt. Zudem erhielt Imhoff bestätigt, dass er „aus Irrtum oder Versehen gefehlt und seine Ehre sei ihm weder genommen, noch gekränkt“; nach Zahlungseingang kam er 1714 frei.
Am 11. Dezember 1715, verstarb Anton Albrecht Freiherr von Imhoff an einem Blutsturz in Dresden.
Seine Beisetzung erfolgte in der Hohenprießnitzer Kirche, unter einer Marmorplatte mit lateinischer Inschrift.

### Die Familie
Anton Albrecht Freiherr von Imhoff hinterließ seine Gemahlin Sophie Henriette geborene v. Lenthe, mit der er eine Tochter (Juliane Elisabeth, geb. 1696, verehel. von Bardeleben) und drei Söhne und besaß. Das waren: Rudolf August, der als kgl. polnischer und kurfürstlich sächsischer Hauptmann diente; über ihn ist ansonsten nichts bekannt. Der Sohn August Wilhelm (1704–1770) stieg in niederländischen Diensten bis zum Generalmajor auf, war verheiratet, hinterließ jedoch keine Nachkommen. Der älteste Sohn Anton Ulrich (1695–1755) ehelichte 1718 Hedwig Wilhelmine von Dieskau a.d. Hause Zschepplin (Tochter von Geißler von Dieskau), mit der er zumindest einen Sohn hatte.
Da die Finanzverhältnisse der Familie auf Grund aller Umstände völlig zerrüttet waren, mussten schon 1724 die Güter Hohenprießnitz, Oberglaucha und wohl auch Möckern verkauft werden. In der Folge trat Anton Ulrich als Hauptmann in österreichische Militärdienste.